# Минтурно
Минтурно (итал. Minturno) је насеље у Италији у округу Латина, региону Лацио.
Према процени из 2011. у насељу је живело 16236 становника. Насеље се налази на надморској висини од 13 м.

## Становништво
Према резултатима пописа становништва 2011. у општини је живело 19.472 становника.
| 1951.  | 1961.  | 1971.  | 1981.  | 1991.  | 2001.  | 2011.  |
| ------ | ------ | ------ | ------ | ------ | ------ | ------ |
| 14.790 | 15.363 | 16.166 | 17.049 | 17.298 | 17.814 | 19.472 |

## Партнерски градови
- Gallinaro
- Pilas
- Јивескиле